# Chaetexorista langi
Chaetexorista langi là một loài ruồi trong họ Tachinidae.